# CUDA
CUDA (anteriormente conhecido como Compute Unified Device Architecture ou Arquitetura de Dispositivo de Computação Unificada) é uma API destinada a computação paralela, GPGPU, e computação heterogênea, criada pela Nvidia. destinada a placas gráficas que suportem a API (normalmente placas gráficas com chipset da Nvidia). A plataforma CUDA dá acesso ao conjunto de instruções virtuais da GPU e a elementos de computação paralela, para a execução de núcleos de computação.
A API inclui um conjunto de instruções CUDA ISA's (Instruction Set Architecture) e o mecanismo de computação paralela na GPU. Ele expõe os diferentes tipos de memória da placa e obriga que o desenvolvedor configure os acessos da memória global, a cache, a quantidade e a disposição das threads. O desenvolvedor também será responsável por escalonar as atividades entre a GPU e o CPU. A plataforma CUDA é desenhada para trabalhar com linguagem de programação como C, C++ e Fortran. Isto torna acessível a especialistas em programação paralela o uso dos recursos do GPU. APIs anteriores como DirectX e OpenGL, permitem também o uso de GPGPU. Contudo a programação deste tipo de instruções nestas placas gráficas é mais exigente, uma vez que todo o código tem de ser convertido de e para instruções de cálculo vectorial, passíveis de serem calculadas pela placa gráfica. A API suporta, frameworks e APIs opensource, desenvolvidas pelo Khronos Group, como é o caso de OpenACC e OpenCL. Quando foi introduzida pela primeira vez pela Nvidia, o nome CUDA era um acrónimo de “Compute Unified Device Architecure”, apesar de a NVIDA ter abandonado o uso deste acrónimo.
O propósito inicial da API destinava-se a propriedades físicas em jogos, identificar placas ocultas em artérias, analisar fluxo do tráfego aéreo e visualização de moléculas. No entanto, não tardaria a que a API fosse usada para outros fins, como por exemplo, Inteligência artificial (de notar que o framework de Python da Google TensorFlow, tira proveito da API), assim como renderização gráfica (a partir de programas como o Octane Render), actividades de foro criptográfico (existem toda uma série de ferramentas, desde ferramentas para exploração de falhas de segurança, a aplicações para blockchain baseadas em APIs como CUDA; OpenCL, e SYCL, que tiram proveito da API). Actualmente, a plataforma CUDA, é das plataformas, de GPGPU mais robustas, e maduras que existem, o que pode ser muitas vezes usado como argumento para validar o preço mais alto de placas gráficas da Nvidia, quando comparado com as concorrentes directas da AMD. Em versões antigas do CUDA Toolkit, era possível desenvolver mesmo sem ter o hardware necessário, usando um emulador, mas a partir da versão 3.0, essa funcionalidade não é mais suportada.

## Potencial
A placa gráfica (GPU), como unidade de processamento lógico, é capaz de calcular instrucções paralelas, com uma grande velocidade de largura de banda, como consequência das suas capacidades para gráficos em tempo real de alta resolução gráficos 3D, que são normalmente tarefas bastante exigentes. Por volta de 2012, os GPUs tinham evoluído para dispositivos de processamento paralelo altamente capazes, permitindo uma manipulação muito eficiente de blocos de informação de grande dimensão. O design é mais eficiente em instruções de cálculo paralelo para fins comuns, como por exemplo:
- push-relabel maximum flow algorithm
- fast sort algorithms of large lists
- two-dimensional fast wavelet transform
- molecular dynamics simulations
- FFT transforms

## História
No final dos anos 90, surgiu a primeira GPU da NVIDIA, quando o hardware começou a tornar-se cada vez mais programável. A partir de então pesquisadores começaram a estudar sobre o assunto, culminando na GPU de Propósito Geral (GPGPU). Entretanto a GPGPU naquela época era muito mais complexa, e poucas pessoas conseguiam trabalhar com ela, até que uma equipe de pesquisadores da Universidade de Stanford reuniu-se para melhorar a GPU.
Em 2003, um grupo de pesquisadores liderado por Ian Buck desenvolveu o Brook, o primeiro modelo de programação a adotar a linguagem C em uma plataforma de computação paralela, revelam assim uma GPU como um processador de propósito geral em uma linguagem de alto nível, além de os programas em Brook serem sete vezes mais rápidos.
A NVIDIA então sabia que um hardware extremamente rápido assim deveria conter ferramentas intuitivas, por isso convidou Ian Buck para trabalhar na empresa e começar a desenvolver uma solução para executar o C na GPU de forma melhor. Assim, a NVIDIA apresentou em 2006 o CUDA, a primeira solução para computação de propósito geral em GPUs.

## Benefícios e Limitações do CUDA
Benefícios
- Leitura paralela - o código pode ler de endereços arbitrários na memória;
- Memória compartilhada - CUDA expõe uma região de memória compartilhada rápida (16KB em tamanho) que podem ser compartilhados entre threads. Isso pode ser usado como um cache de usuário, permitindo maior largura de banda do que é possível utilizando textura lookups;
- Downloads mais rápidos e readbacks para a GPU;
- Suporte completo para operações de números inteiros e operações de bitwise;

Limitações
- A renderização de texturas não é suportado;
- As cópias realizadas entre uma memória e outra podem gerar algum problema na performance das aplicações;
- Ao contrário do OpenCL, o CUDA está disponível apenas para placas de vídeo fabricadas pela própria NVIDIA. Caso seja usado em outro tipo de placa, o CUDA funcionará corretamente, entretanto a performance será bem limitada;

## Placas suportadas
| Versão | GPUs                                           | Placas |
| ------ | ---------------------------------------------- | --- |
| 1.0    | G80, G92, G92b, G94, G94b                      | GeForce 8800GTX/Ultra, 9400GT, 9600GT, 9800GT, Tesla C/D/S870, FX4/5600, 360M, GT 420 |
| 1.1    | G86, G84, G98, G96, G96b, G94, G94b, G92, G92b | GeForce 8400GS/GT, 8600GT/GTS, 8800GT/GTS, 9600 GSO, 9800GTX/GX2, GTS 250, GT 120/30/40, FX 4/570, 3/580, 17/18/3700, 4700x2, 1xxM, 32/370M, 3/5/770M, 16/17/27/28/36/37/3800M, NVS420/50                                                                                          |
| 1.2    | GT218, GT216, GT215                            | GeForce 210, GT 220/40, FX380 LP, 1800M, 370/380M, NVS 2/3100M |
| 1.3    | GT200, GT200b                                  | GeForce GTX 260, GTX 275, GTX 280, GTX 285, GTX 295, Tesla C/M1060, S1070, Quadro CX, FX 3/4/5800 |
| 2.0    | GF100, GF110                                   | GeForce (GF100) GTX 465, GTX 470, GTX 480, Tesla C2050, C2070, S/M2050/70, Quadro Plex 7000, Quadro 4000, 5000, 6000, GeForce (GF110) GTX 560 TI 448, GTX570, GTX580, GTX590 |
| 2.1    | GF104, GF114, GF116, GF108, GF106              | GeForce 610M, GT 430, GT 440, GTS 450, GTX 460, GT 545, GTX 550 Ti, GTX 560, GTX 560 Ti, 500M, Quadro 600, 2000 |
| 3.0    | GK104, GK106, GK107                            | GeForce GTX 690, GTX 680, GTX 670, GTX 660 Ti, GTX 660, GTX 650 Ti, GTX 650, GT 640, GeForce GTX 680MX, GeForce GTX 680M, GeForce GTX 675MX, GeForce GTX 670MX, GTX 660M, GeForce GT 650M, GeForce GT 645M, GeForce GT 640M, Quadro K600, Quadro K2000, Quadro K4000, Quadro K5000 |
| 3.5    | GK110                                          | Tesla K20X, K20, GeForce GTX TITAN |

| Nvidia GeForce     |
| ------------------ |
| GeForce GTX TITAN  |
| GeForce GTX 690    |
| GeForce GTX 680    |
| GeForce GTX 670    |
| GeForce GTX 660 Ti |
| GeForce GTX 660    |
| GeForce GTX 650 Ti |
| GeForce GTX 650    |
| GeForce GT 640     |
| GeForce GTX 590    |
| GeForce GTX 580    |
| GeForce GTX 570    |
| GeForce GTX 560 Ti |
| GeForce GTX 560    |
| GeForce GTX 550 Ti |
| GeForce GT 520     |
| GeForce GTX 480    |
| GeForce GTX 470    |
| GeForce GTX 465    |
| GeForce GTX 460    |
| GeForce GTX 460 SE |
| GeForce GTS 450    |
| GeForce GT 440     |
| GeForce GT 430     |
| GeForce GT 420     |
| GeForce GTX 295    |
| GeForce GTX 285    |
| GeForce GTX 280    |
| GeForce GTX 275    |
| GeForce GTX 260    |
| GeForce GTS 250    |
| GeForce GTS 240    |
| GeForce GT 240     |
| GeForce GT 220     |
| GeForce 210/G210   |
| GeForce GT 140     |
| GeForce 9800 GX2   |
| GeForce 9800 GTX+  |
| GeForce 9800 GTX   |
| GeForce 9800 GT    |
| GeForce 9600 GSO   |
| GeForce 9600 GT    |
| GeForce 9500 GT    |
| GeForce 9400 GT    |
| GeForce 9400 mGPU  |
| GeForce 9300 mGPU  |
| GeForce 9100 mGPU  |
| GeForce 8800 Ultra |
| GeForce 8800 GTX   |
| GeForce 8800 GTS   |
| GeForce 8800 GT    |
| GeForce 8800 GS    |
| GeForce 8600 GTS   |
| GeForce 8600 GT    |
| GeForce 8600 mGT   |
| GeForce 8500 GT    |
| GeForce 8400 GS    |
| GeForce 8300 mGPU  |
| GeForce 8200 mGPU  |
| GeForce 8100 mGPU  |

| Nvidia GeForce Mobile |
| --------------------- |
| GeForce GTX 680MX     |
| GeForce GTX 680M      |
| GeForce GTX 675MX     |
| GeForce GTX 670MX     |
| GeForce GTX 660M      |
| GeForce GT 650M       |
| GeForce GT 645M       |
| GeForce GT 640M       |
| GeForce GTX 580M      |
| GeForce GTX 570M      |
| GeForce GTX 560M      |
| GeForce GT 555M       |
| GeForce GT 550M       |
| GeForce GT 540M       |
| GeForce GT 525M       |
| GeForce GT 520M       |
| GeForce GTX 480M      |
| GeForce GTX 470M      |
| GeForce GTX 460M      |
| GeForce GT 445M       |
| GeForce GT 435M       |
| GeForce GT 425M       |
| GeForce GT 420M       |
| GeForce GT 415M       |
| GeForce GTX 285M      |
| GeForce GTX 280M      |
| GeForce GTX 260M      |
| GeForce GTS 360M      |
| GeForce GTS 350M      |
| GeForce GTS 260M      |
| GeForce GTS 250M      |
| GeForce GT 335M       |
| GeForce GT 330M       |
| GeForce GT 325M       |
| GeForce GT 320M       |
| GeForce 310M          |
| GeForce GT 240M       |
| GeForce GT 230M       |
| GeForce GT 220M       |
| GeForce G210M         |
| GeForce GTS 160M      |
| GeForce GTS 150M      |
| GeForce GT 130M       |
| GeForce GT 120M       |
| GeForce G110M         |
| GeForce G105M         |
| GeForce G103M         |
| GeForce G102M         |
| GeForce G100          |
| GeForce 9800M GTX     |
| GeForce 9800M GTS     |
| GeForce 9800M GT      |
| GeForce 9800M GS      |
| GeForce 9700M GTS     |
| GeForce 9700M GT      |
| GeForce 9650M GT      |
| GeForce 9650M GS      |
| GeForce 9600M GT      |
| GeForce 9600M GS      |
| GeForce 9500M GS      |
| GeForce 9500M G       |
| GeForce 9400M G       |
| GeForce 9300M GS      |
| GeForce 9300M G       |
| GeForce 9200M GS      |
| GeForce 9100M G       |
| GeForce 8800M GTX     |
| GeForce 8800M GTS     |
| GeForce 8700M GT      |
| GeForce 8600M GT      |
| GeForce 8600M GS      |
| GeForce 8400M GT      |
| GeForce 8400M GS      |
| GeForce 8400M G       |
| GeForce 8200M G       |

| Nvidia Quadro             |
| ------------------------- |
| Quadro K6000              |
| Quadro K5000              |
| Quadro K4000              |
| Quadro K2000D             |
| Quadro K2000              |
| Quadro K600               |
| Quadro 6000               |
| Quadro 5000               |
| Quadro 4000               |
| Quadro 2000               |
| Quadro 600                |
| Quadro FX 5800            |
| Quadro FX 5600            |
| Quadro FX 4800            |
| Quadro FX 4700 X2         |
| Quadro FX 4600            |
| Quadro FX 3800            |
| Quadro FX 3700            |
| Quadro FX 1800            |
| Quadro FX 1700            |
| Quadro FX 580             |
| Quadro FX 570             |
| Quadro FX 380             |
| Quadro FX 370             |
| Quadro NVS 510            |
| Quadro NVS 450            |
| Quadro NVS 420            |
| Quadro NVS 295            |
| Quadro Plex 1000 Model IV |
| Quadro Plex 1000 Model S4 |

| Nvidia Quadro Mobile |
| -------------------- |
| Quadro K5000M        |
| Quadro K4000M        |
| Quadro K3000M        |
| Quadro K2000M        |
| Quadro K1000M        |
| Quadro K500M         |
| Quadro 5010M         |
| Quadro 5000M         |
| Quadro 4000M         |
| Quadro 3000M         |
| Quadro 2000M         |
| Quadro 1000M         |
| Quadro FX 3800M      |
| Quadro FX 3700M      |
| Quadro FX 3600M      |
| Quadro FX 2800M      |
| Quadro FX 2700M      |
| Quadro FX 1800M      |
| Quadro FX 1700M      |
| Quadro FX 1600M      |
| Quadro FX 880M       |
| Quadro FX 770M       |
| Quadro FX 570M       |
| Quadro FX 380M       |
| Quadro FX 370M       |
| Quadro FX 360M       |
| Quadro NVS 320M      |
| Quadro NVS 160M      |
| Quadro NVS 150M      |
| Quadro NVS 140M      |
| Quadro NVS 135M      |
| Quadro NVS 130M      |

| NVIDIA Tesla      |
| ----------------- |
| Tesla K20X        |
| Tesla K20         |
| Tesla K10         |
| Tesla C2050/2070  |
| Tesla M2050/M2070 |
| Tesla S2050       |
| Tesla S1070       |
| Tesla M1060       |
| Tesla C1060       |
| Tesla C870        |
| Tesla D870        |
| Tesla S870        |

## Próximas arquiteturas CUDA
A próxima geração de arquiteturas CUDA (codename: "Fermi") que vira por padrão na Geforce serie 400 ( GTX 480 estará disponível a partir de 2010) a GPU é desenvolvida para suportar nativamente mais linguagens de programação como C++. É esperado que tenha um desempenho 8 vezes maior na performance de pontos flutuantes se comparada com a geração atual Nvidia Tesla. E terá a introdução de novas características como:
- Mais de 512 núcleos CUDA e 3 bilhoes de transistores
- NVIDIA Parallel DataCache technology
- NVIDIA GigaThread engine
- Suporte a Memoria ECC
- Suporte nativo ao Visual Studio

## CUDA.NET
Cuda.NET é a implementação da tecnologia CUDA para C#. Ela permite que os códigos criados em C# sejam executados pelas placas Nvidia que possuem a tecnologia CUDA, permitindo ganho em relação ao processamento paralelo utilizado pela GPU ao invés do processador.